# Stacklands
Stacklands is een dorpsbouwspel waarin je kaarten stapelt om een dorp te bouwen. Het spel is ontworpen en ontwikkeld door Aran Koning van Sokpop Collective. Het spel werd op 8 april 2022 officieel uitgebracht voor Windows en macOS via Steam. Op 28 maart 2024 verscheen een versie voor de Nintendo Switch.

## Spelverloop
Het doel van het spel is om een dorp te bouwen door kaarten te stapelen, waarmee spelers grondstoffen verzamelen, gebouwen creëren en monsters bestrijden. Het spel begint met een beperkte set kaarten, waaronder een dorpeling, een bessenstruik, een steen en een houtblok. Door kaarten te combineren, ontstaan nieuwe kaarten en mogelijkheden die de voortgang bevorderen.
Spelers verzamelen grondstoffen door dorpelingen op objecten zoals bessenstruiken, stenen en boomstammen te plaatsen. Het combineren van kaarten maakt nieuwe items mogelijk, zoals het maken van een kampvuur uit een vuursteen en een stok. Overtollige kaarten kunnen worden verkocht voor munten, die kunnen worden gebruikt om boosterpacks aan te schaffen en het dorp uit te breiden.
Spelers moeten voldoende voedsel verzamelen voor hun dorpelingen om te overleven aan het einde van elke "maan". Daarnaast kunnen spelers ideeënkaarten vinden, die instructies geven voor het creëren van nieuwe kaarten.

## Ontwikkeling en uitgave
Het spel is ontwikkeld in Unity door Aran Koning van Sokpop Collective. Het concept ontstond vanuit het idee om een dorpbouwspel te maken met een vereenvoudigde spelmechaniek. De kaartstapelmechaniek is deels geïnspireerd door patience. Een andere ontwikkelaar bij Sokpop, Tijmen Tio, kwam met het idee om kaarten te verkopen voor munten, waarmee vervolgens boosterpacks gekocht konden worden. Dit zorgde ervoor dat spelers nooit vast zouden komen te zitten. De grafische vormgeving werd verzorgd door Lisa Mantel. Mantel tekende ongeveer 83 iconen voor de verschillende spelkaarten.
Het spel werd aanvankelijk uitgebracht op 31 maart 2022 via Itch.io en Patreon. De officiële uitgave vond plaats op 8 april 2022 via Steam. Vervolgens kwamen problemen in het balans van het spel en technische kwesties aan het licht, waarna Koning meerdere patches uitbracht en nieuwe functies toevoegde, zoals een "peaceful mode" en extra kaarten. Op 28 maart 2024 verscheen het spel voor de Nintendo Switch.

## Uitbreidingen
Aanvankelijk waren er geen plannen voor updates, aangezien Sokpop maandelijks een nieuw spel uitbracht en deze na de uitgave doorgaans niet verder ontwikkelde. Vanwege het succes van het spel werd echter besloten om aanvullende content uit te brengen. Een van de eerste grote uitbreidingen was de "Island Update", die een nieuw eiland introduceerde met extra grondstoffen en uitdagingen.
Naast updates kreeg het spel ook betaalde uitbreidingen, in de vorm van dlc, die nieuwe mechanics en thema’s toevoegden. Cursed Worlds, uitgebracht op 25 juli 2023, introduceert drie werelden waarin dorpelingen worden getroffen door vloeken. Spelers moeten hun dorpen opbouwen en nieuwe kaarten en kaartpakketten gebruiken om de vloeken op te heffen. De uitbreiding voegt meer dan 130 kaarten, vijftig queestes en vijftien boosterpacks toe en introduceert nieuwe spelelementen. Daarnaast kunnen spelers nieuwe gerechten bereiden.
De tweede dlc, Stacklands 2000, verscheen op 30 oktober 2024 en verplaatst het spel naar een moderne setting. In plaats van een middeleeuws dorp beheren spelers nu een grote hedendaagse stad, waarin ze infrastructuur aanleggen en zich voorbereiden op natuurrampen en andere uitdagingen.

## Ontvangst
Stacklands werd positief ontvangen door spelers en critici. Het spel wordt geprezen om de combinatie van eenvoudige spelmechanieken met strategische diepgang, de verslavende gameplay en de visuele stijl. Kritiek richtte zich vooral op de Nintendo Switch-versie. Spelers merkten op dat de tekst te klein is, wat de leesbaarheid in handheld-modus bemoeilijkt. Daarnaast wordt de besturing als minder intuïtief ervaren.

## Erkenning
Het spel won de prijs voor 'Best Innovation' bij de Dutch Game Awards in 2022, en was een finalist in de categorie 'Excellence in Design' bij het Independent Games Festival in 2023.